# Albert Bakker (schaatser)

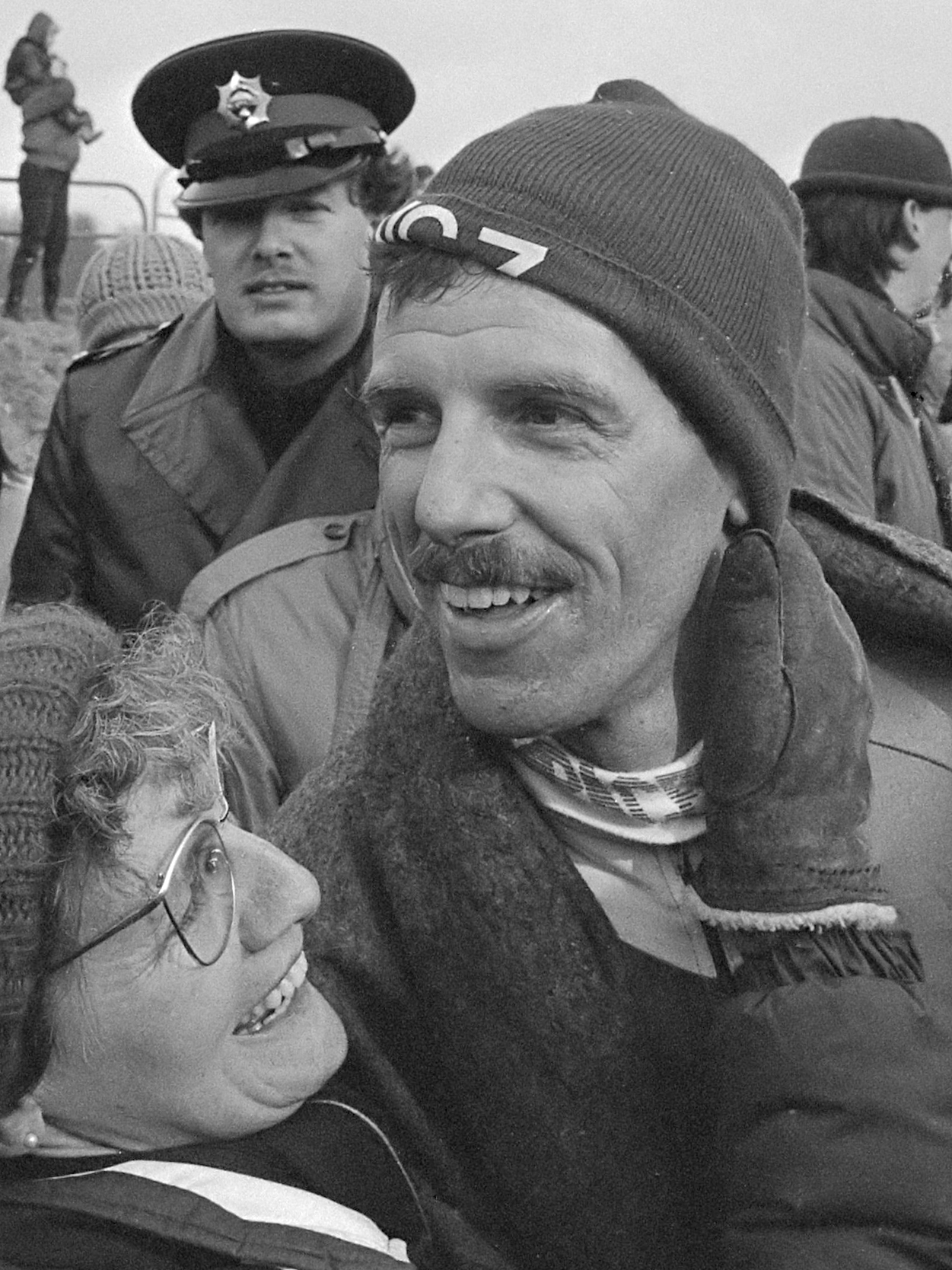
Albert Bakker (1986)

Albert Bakker (Groningen, 19 november 1956) is een Nederlands voormalig schaatser. Bakker werd vooral bekend door zijn overwinningen in de Noorder Rondritten in 1985 en 1986. In de Elfstedentocht van 1985 en 1986 eindigde hij beide keren bij de beste tien. In 1993 vestigde hij op de oude kunstijsbaan in het Groninger Stadspark een wereldrecord afstandsschaatsen door in 24 uur 628 kilometer af te leggen. In 2007 won hij bij de veteranen het Open NK marathon op natuurijs dat op de Weissensee bij Techendorf in Oostenrijk plaatsvond.

## Records

### Wereldrecords
| Nr. | Afstand                       | Afstand    | Datum          | Baan      |
| --- | ----------------------------- | ---------- | -------------- | --------- |
| 1.  | Wereldrecord 24 uur schaatsen | 628.108 m* | 7/8 maart 1992 | Groningen |

| * | = officieus wereldrecord |